# 矢祭山站
矢祭山站（日语：／ Yamatsuriyama eki */?）是位於福島縣東白川郡矢祭町大字内川字矢祭，東日本旅客鐵道（JR東日本）的水郡線車站。
此站是東北地方最南的鐵路車站。

## 歷史
- 1932年（昭和7年）4月2日：矢祭山臨時乘降場啟用。
- 1937年（昭和12年）3月27日：此臨時乘降場變為矢祭山臨時停車場。
- 1939年（昭和14年）11月15日：升級至車站。
- 1987年（昭和62年）4月1日：伴隨國鐵分割民營化，車站由東日本旅客鐵道（JR東日本）營運[1]。
- 2016年（平成28年）2月21日：翻新車站大樓[2][3]。

## 車站構造
此站是地面車站，設有1面1線的單式月台。
此站是由常陸大子站管理的無人車站。此站設有木造車站大樓。

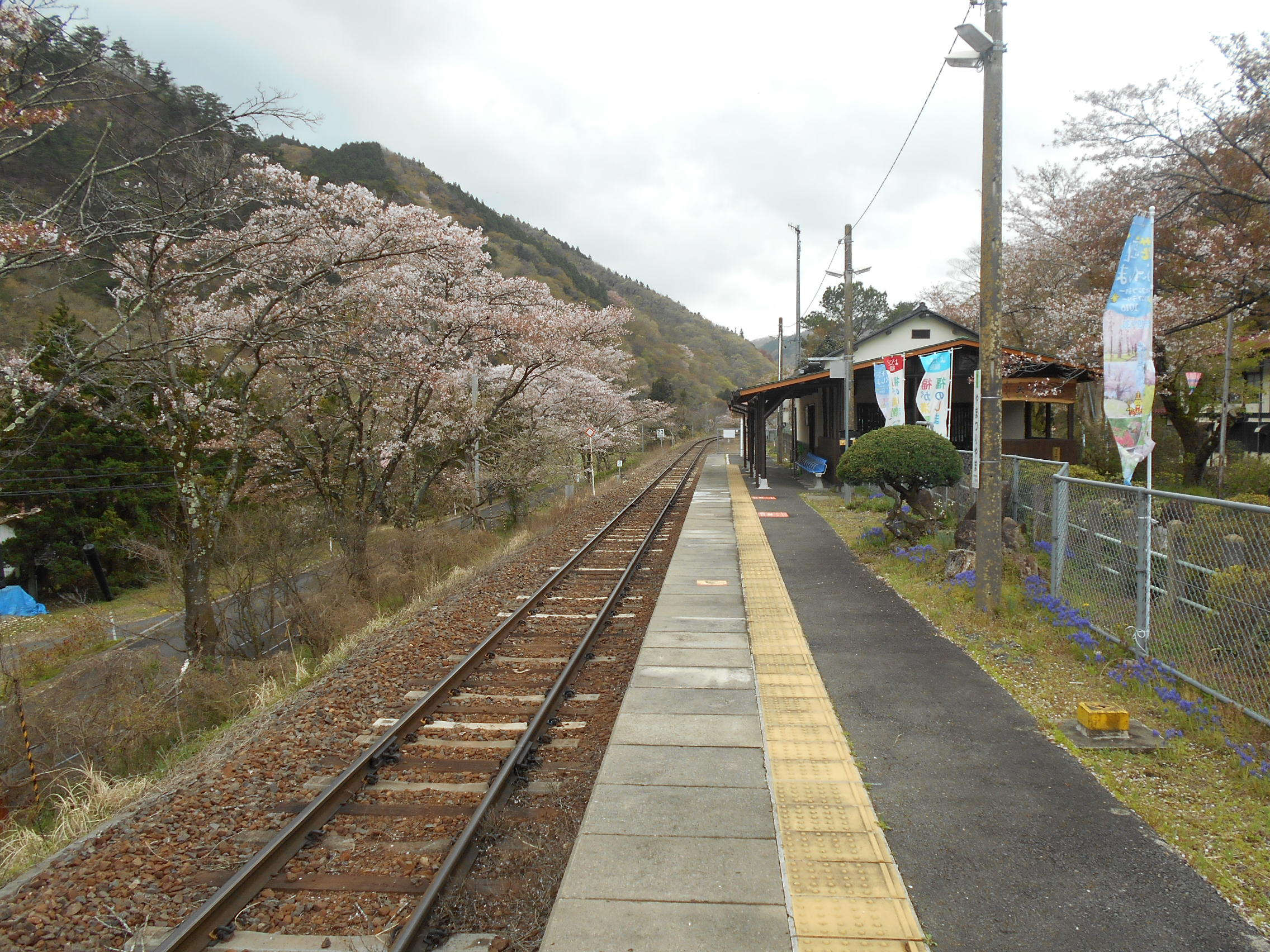
月台望向下野宮方向(2016年3月)
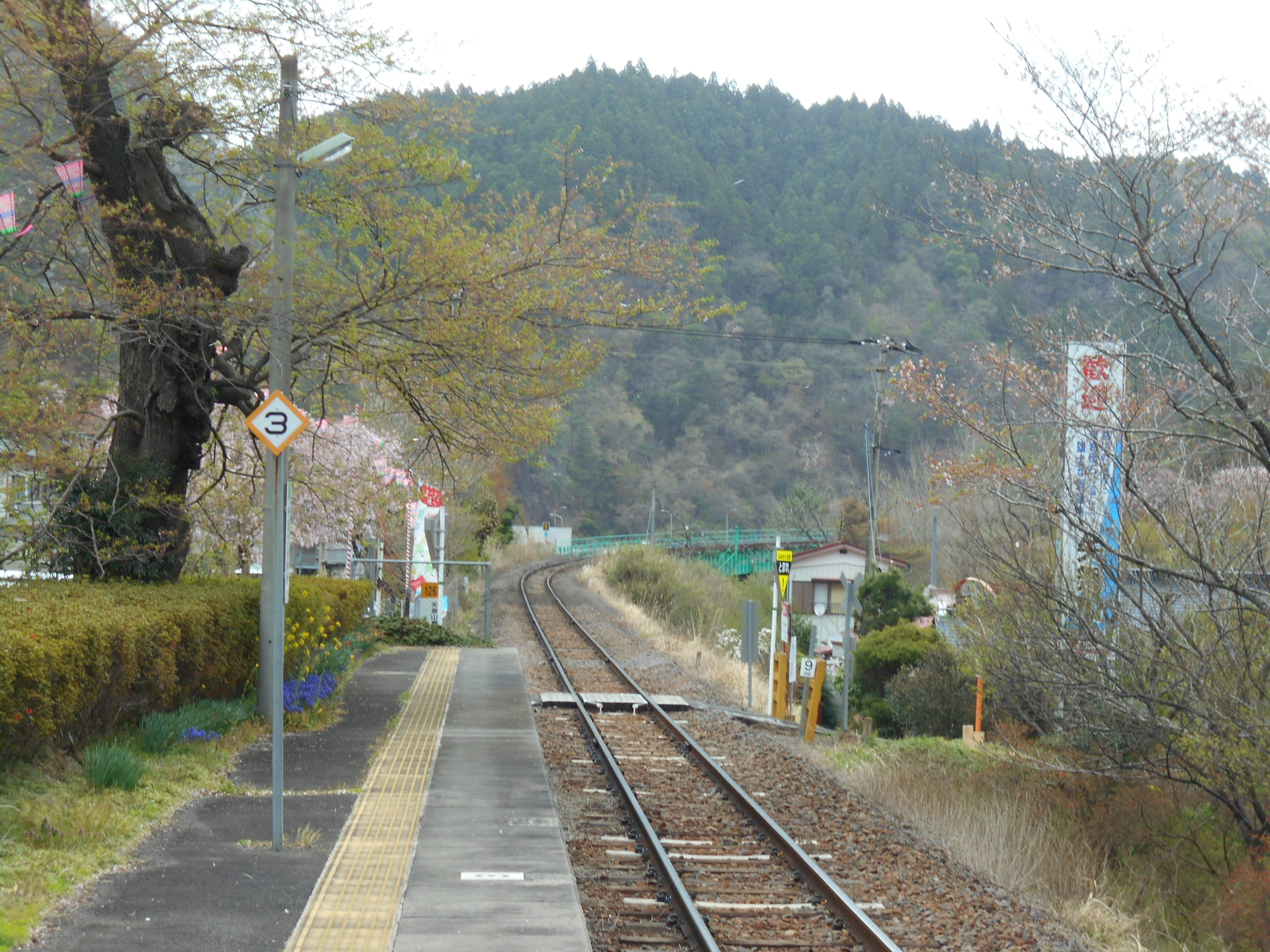
月台望向東館方向(2016年3月)
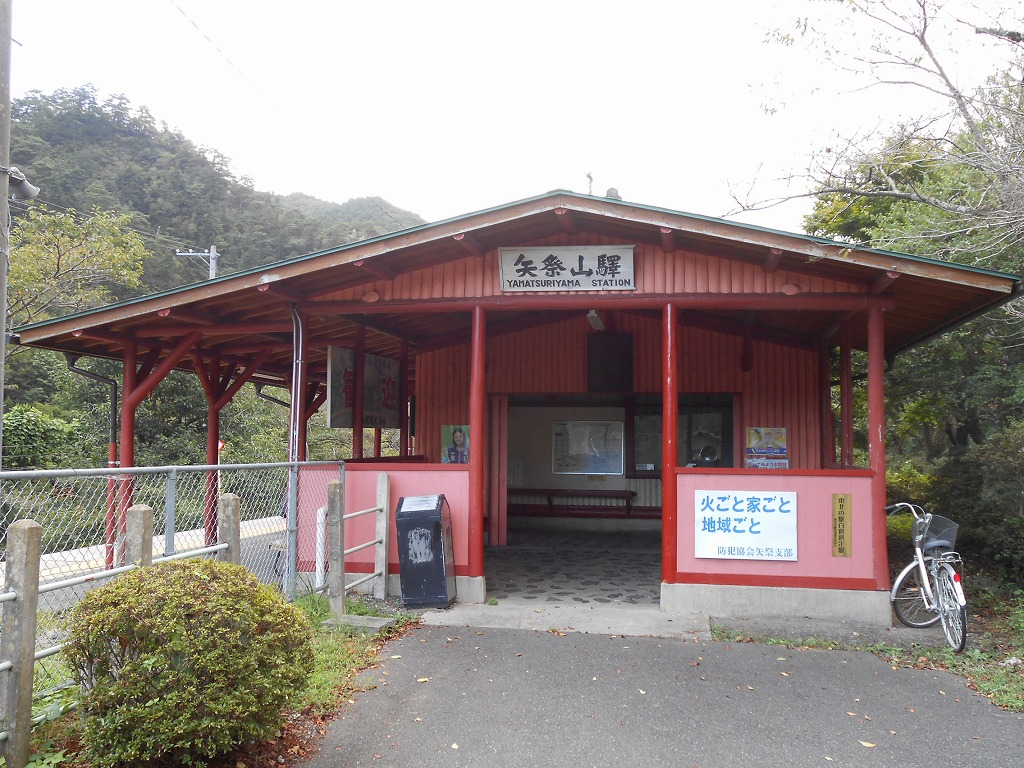
2016年翻新前的車站大樓(2012年9月)
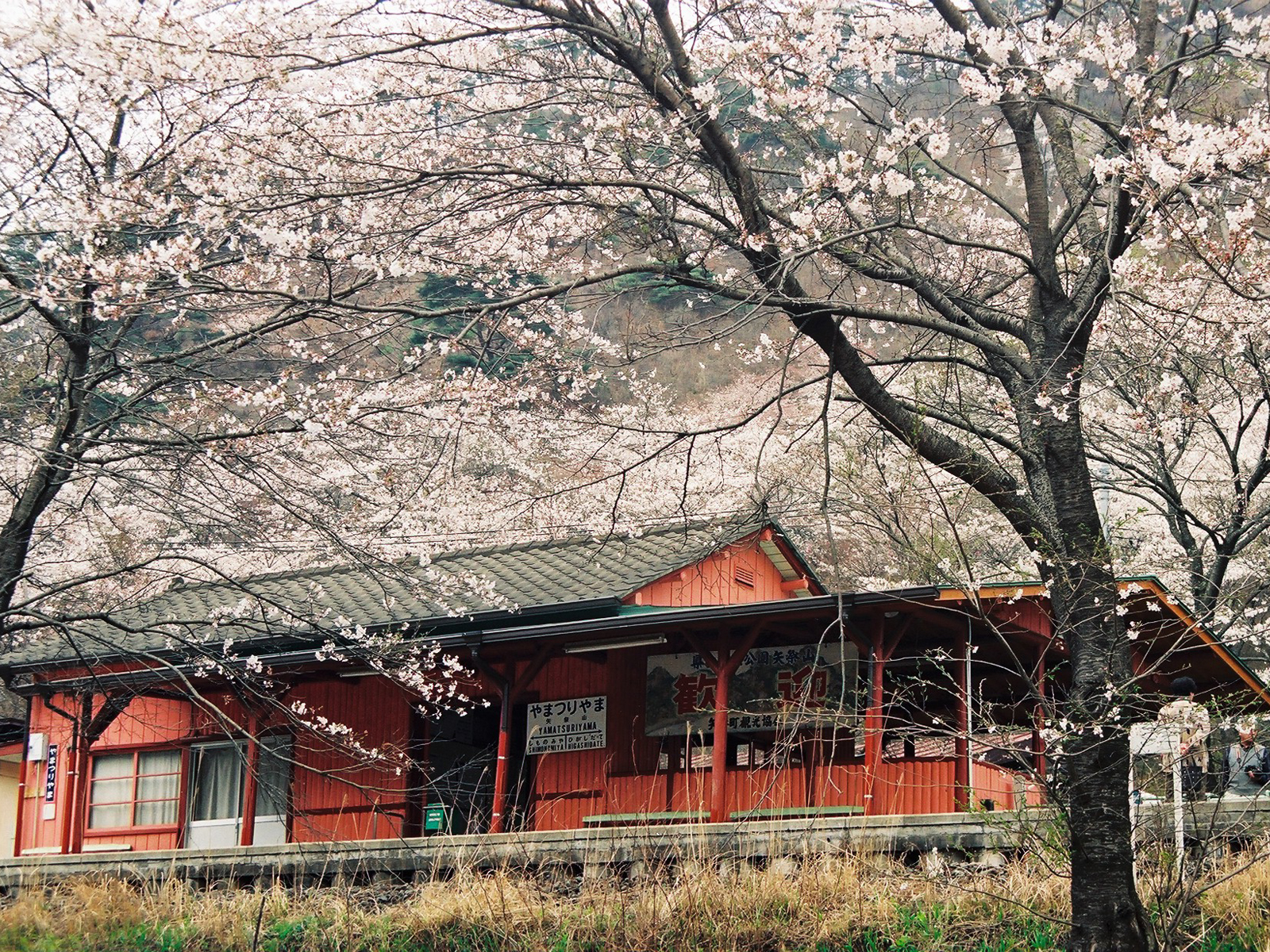
月台和翻新前的車站大樓

## 使用狀況
在2004年度的1日平起乘車人次為268人。
| 乘車人員變化 | 乘車人員變化 |
| 年度         | 1日平均人次  |
| ------------ | ------------ |
| 2000         | 63           |
| 2001         | 55           |
| 2002         | 47           |
| 2003         | 44           |
| 2004         | 38           |

## 車站周邊
車站附近為觀光勝地，設有觀光專用商店。
- 矢祭山觀光中心 （页面存档备份，存于）（日語） 設有矢祭山的資訊
- 久慈川
  - 奧久慈溪谷 - 在後方設有名為的紅色橋樑，可越過久慈川前往對面岸。在對面岸設有名為「夢想瀑布」的小型瀑布。
- 小田川（福島縣）
- 矢祭山
- 矢祭神社
  - 矢祭山公園
- 國道118號（日语：国道118号）
- 棚倉警署（日语：棚倉警察署）矢祭駐在所
- 友情之森
- 鹽之平溫泉
- 東西白河農業協同組合矢祭直銷處太郎之四季

## 巴士路線
最近的巴士站是「矢祭站前」（沒有矢祭山站前巴士站）
| 乘車處 | 系統     | 主要途經       | 目的地   | 巴士公司 | 備註                 |
| ------ | -------- | -------------- | -------- | -------- | -------------------- |
|        | 上茗荷線 | 鹽之平、齒朶平 | 上茗荷   | 福島交通 | 星期六及假日暫停服務 |
|        | 上茗荷線 | 瀧之澤、東館站 | 東館車廠 | 福島交通 | 星期六及假日暫停服務 |

## 其他
- 水戶光圀曾經到訪此處附近，並形容為「東北之耶馬溪」。在2002年（平成14年），此站被選為東北車站百選之一。

## 相鄰車站
東日本旅客鐵道（JR東日本）
■水郡線
下野宮－矢祭山－東館

## 注腳
1. ↑  『交通年鑑 昭和63年版』 交通協力會，1988年3月。
2. ↑  . 交通新聞 (交通新聞社). 2016-04-12.
3. ↑   (PDF) (新闻稿). 東日本旅客鐵道水戶分社. 2016-03-25  [2016-04-15]. （原始内容 (PDF)存档于2016-04-15） （日语）.
4. ↑  第120回福島県統計年鑑 （页面存档备份，存于）（日語）

## 外部連結
- 車站資訊（矢祭山）：東日本旅客鐵道（日語）